# Mats Gerdau
Mats Peter Gerdau, född Karlsson 2 augusti 1964 i Helga Trefaldighets församling i Uppsala, är en svensk politiker (moderat). Han var ordinarie riksdagsledamot 2006–2012, invald för Stockholms läns valkrets, och är kommunstyrelsens ordförande i Nacka kommun sedan 2013.

## Biografi
Gerdau har studerat biologi vid Stockholms universitet och journalistik vid Poppius journalistskola.[källa behövs]
Han var riksdagsledamot 2006–2012. I riksdagen var han ledamot i utbildningsutskottet 2006–2010, socialutskottet 2010–2012 och krigsdelegationen 2010–2012. Han var ersättare i riksdagsstyrelsen 2010–2012 och suppleant i arbetsmarknadsutskottet, socialutskottet och Riksrevisionens styrelse. Gerdau avsade sig uppdraget som riksdagsledamot i december 2012 och till ny ordinarie riksdagsledamot från och med 1 januari 2013 utsågs Metin Ataseven.
Gerdau valdes in i kommunfullmäktige i Nacka 1998. Han efterträdde 2013 Erik Langby som kommunstyrelsens ordförande i Nacka. Han har tidigare haft politiska uppdrag i Stockholms läns landsting. Mats Gerdau leder Moderaternas arbetsgrupp för en politik för äldre.
Gerdau medverkade i Demokratiutredningen (SOU 2000:1) samt i utredningarna Åtta vägar till kunskap - en ny struktur för gymnasieskolan (SOU 2002:120) och Frivux - Valfrihet i vuxenutbildningen (SOU 2008:17) samt deltog i Parlamentariska kommittén för översyn av valsystemet (Dir 2011:97).